# Municipio Ruiz
Koordinaten: 21° 57′ N, 105° 9′ W
Ruiz ist ein Municipio im mexikanischen Bundesstaat Nayarit mit 23.469 Einwohnern (2010) und einer Fläche von 522 km². Sitz der Gemeinde und dessen mit 15.000 Einwohnern größter Ort ist das gleichnamige Ruiz, weitere Orte mit mehr als 1.000 Einwohnern sind El Venado und Vado de San Pedro.
Namensgeber der Gemeinde war Mariano Ruiz Montañés (1846–1932), General der mexikanischen Revolution und letzter politischer Führer des Gebietes von Tepic.

## Geographie
Ruiz liegt etwas nördlich des Zentrums des Bundesstaates Nayarit. Gut 95 % der Gemeindefläche liegen in der Sierra Madre Occidental, nur der Westen von Ruiz gehört zur pazifischen Küstenebene. Knapp drei Viertel des Municipios sind bewaldet.
Das Municipio Ruiz ist umgeben von den Municipios Rosamorada, El Nayar, Santiago Ixcuintla und Tuxpan.

## Geschichte
Die ursprünglich vom Volk der Cora bewohnte Region wurde 1531 von Nuño Beltrán de Guzmán für die Spanier erobert.
Nachdem Ruiz ab 1917 Teil des Municipios Santiago Ixcuintla war, wurde es 1940 selbst zum Municipio erhoben.
Am 26. Mai 2011 lieferten sich laut Regierungsangaben Angehörige der Zetas im Zuge des Drogenkriegs in Mexiko in Ruiz auf der Hauptstraße von Tepic nach Mazatlán mit Mitgliedern des Sinaloa-Kartells ein einstündiges Feuergefecht aus fahrenden Autos heraus, bei dem 29 Personen, teilweise mit Kampfanzügen und Schutzwesten bekleidet, getötet wurden. Die Polizei konfiszierte 14 Fahrzeuge, darunter zwei gepanzerte, und zusätzlich Gewehre, Munition und Handgranaten.